# Activateur tissulaire du plasminogène

Fibrinolyse

L'activateur tissulaire du plasminogène (tPA) est une enzyme protéolytique initiant la fibrinolyse. Son gène est le PLAT situé sur le chromosome 8 humain.

## Processus de production et de contrôle
Cette enzyme est sécrétée par l'endothélium vasculaire, plusieurs jours après lésion de celui-ci. Elle existe sous forme de monomère qui peut être clivée en deux, les deux formes ayant la même activité fibrinolytique.  Elle se fixe sur la fibrine et active le plasminogène.
L'activateur tissulaire du plasminogène est inhibé en fin de fibrinolyse par les inhibiteurs de l’activateur du plasminogène (PAI-1 et PAI-2).

## Rôle
Son rôle est d'activer le plasminogène en plasmine au niveau du caillot sanguin.

## Pathologies
Un déficit en activateur tissulaire du plasminogène, le plus souvent acquis, mène à un risque accru de thromboses (thrombophilie).

## Usage médical
L'altéplase (Actilyse) est une forme recombinante de l'activateur tissulaire du plasminogène utilisé comme médicament thrombolytique lors d'embolie pulmonaire, d'infarctus du myocarde et d'accident vasculaire cérébral ischémique.